# الفكر الجديد

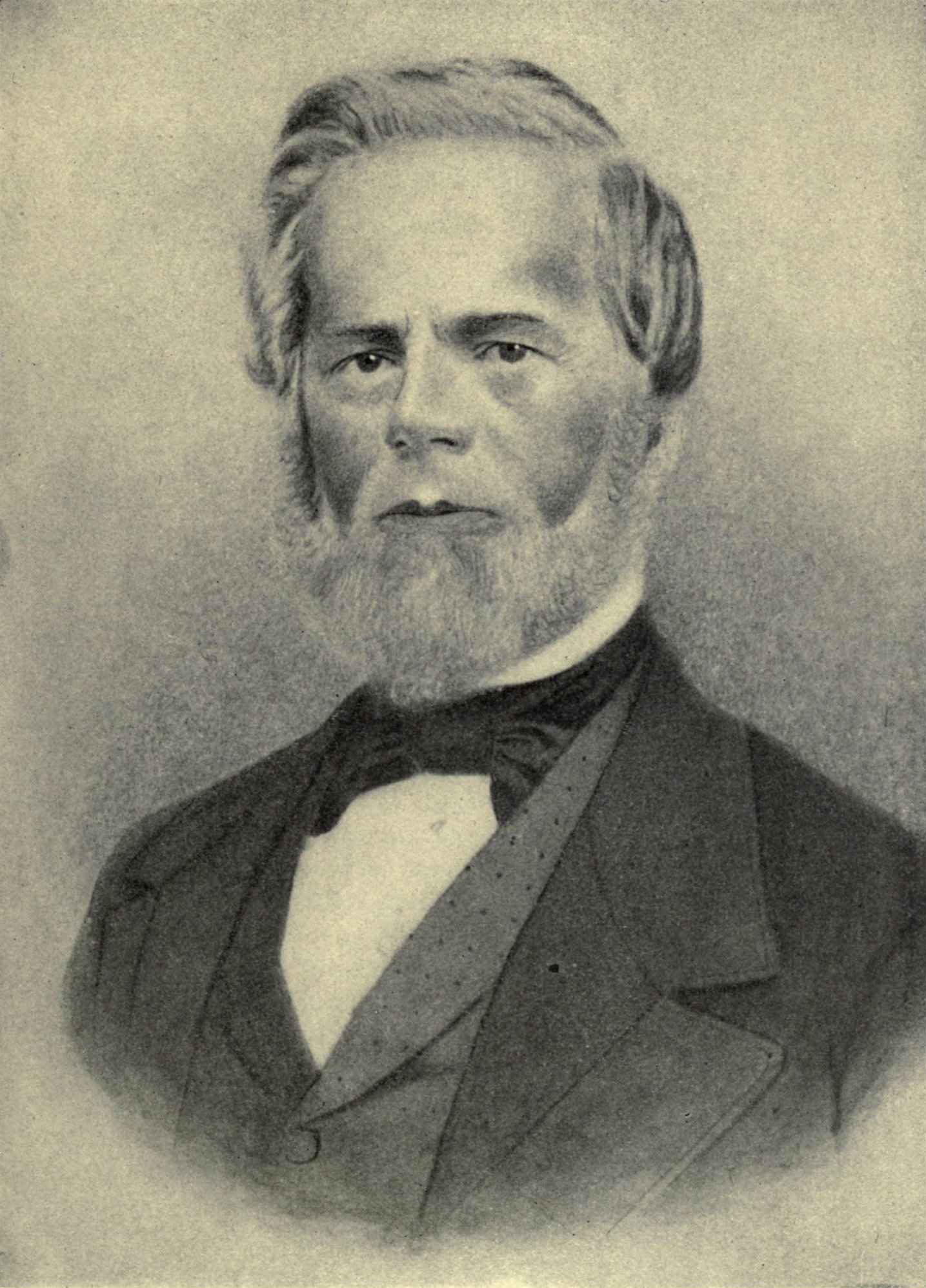

الفكر الجديد حركة فلسفة دينية نشأت في الولايات المتحدة الأمريكية في منتصف القرن التاسع عشر على يد فينياس كويمبي. يعتقد مؤيدوها بأن عقل الإنسان يتسم بالتفوق على كل الأوضاع والظروف المادية، ويؤكدون على قوة الفكر البنّاء. يرى أتباع الفكر الجديد بأنه يمكن للبشر أن يتصلوا بالله عن طريق قوى العقل؛ فالله عندهم هو العقل الكلي أو الحكمة اللانهائية. والإنسان، بحكم اتصاله بالله، يتمتع بقدرة خلاقة في دائرة نشاطه الخاصة. وبناء على ذلك يستطيع الشخص أن يحل أية مشكلة باستخدام القوى العقلية بصورة سليمة. ويقترب طرح الحركة من أفكار الفيلسوف الأمريكي رالف والدو إمرسون الذي كان من أتباع الفلسفة المتعالية.

## نظرة عامة
وصف ويليام جيمس الفكر الجديد في كتابه أصناف الخبرة الدينية كما يلي: 
ليكون لدينا تسمية موجزة، سأطلق عليه اسم «حركة علاج العقول». يوجد طوائف مختلفة لهذا «الفكر الجديد»، وهي تستخدم أسماء أخرى يطلقها على نفسه؛ لكن اتفاقاتها عميقة لدرجة أنه يمكن تجاهل اختلافاتها من أجل هدفي الحالي، وسوف أتعامل مع الحركة، دون أسف، كما لو أنها شيء بسيط.

إنه مشروع تفاؤلي للحياة ذو جانب فكري وعملي معًا. أخذ بعين الاعتبار في تطوره التدريجي -خلال الربع الأخير من القرن- عددًا من العناصر المُساهمة ويجب أن يُحسب حسابه الآن على أنه قوة دينية حقيقية. فقد بلغ، على سبيل المثال، المرحلة التي يكون فيها الطلب على مواده المطبوعة كبيرًا بما يكفي لتتوفر المواد المُخادعة -وهي المواد التي أُنتجت ميكانيكيًا من أجل السوق- إلى حد معين من قبل الناشرين، وهي ظاهرة لم ألحظها أبدًا في دين ما، حتى يتجاوز جيدًا بداياته المتزعزعة. أحد المصادر العقائدية لعلاج العقل هي الأناجيل الأربعة؛ وهناك أيضًا الإمرسونية أو فلسفة نيو إنجلاند المتعالية؛ والمثالية البيركلية؛ والروحانية برسائلها المتعلقة «بالقانون» و«التقدم» و«التطور»؛ وتطورية العلم الشائعة التفاؤلية التي تحدثت عنها سابقًا؛ وأخيرًا شاركت الهندوسية بقوة. لكن أهم السمات المميزة لحركة علاج العقل هذه هي أن الوحي فيها مباشر جدًا. لدى المرشدين في هذا المعتقد إيمان حدسي بكل القوى التي يمكن توفيرها والناتجة عن التصرفات الصحية عقليًا في حد ذاتها كما في الفعالية المكتسبة للشجاعة والأمل والثقة واحتقار مرافق للشك والخوف والقلق وجميع الحالات الاحترازية الموترة للعقل. كان إيمانهم عمومًا معززًا بالتجربة العملية لطاعتهم؛ وتشكل هذه الخبرة حاليًا فخرًا عظيمًا.

## نبذة تاريخية

### الأصول
ارتكزت حركة الفكر الجديد على التعاليم التي وضعها الأمريكي فيناس كويمبي (1802-1866) الذي كان مُعالجًا عُرِف بممارسة المسمريّة (التنويم المغناطيسي) بصفته أحد سُبل الشفاء المستخدم في الطب في ذلك الوقت. طوّر كويمبي نظامًا عقائديًا يتضمّن مبدأً يقول بأن منشأ المرض هو العقل؛ نتيجة ما يحملهُ من معتقدات خاطئة، وبإمكان العقل أن يتغلّب على أيّ مرض بمجرّد أن يكون مُنفتحًا على حكمة الله. تقول فرضيّة كويمبي الأساسية:
«تكمن المُشكلة كلّها في العقل باعتبار أن الجسد ليس سوى المنزل الذي يؤوي العقل، لذلك فإن خُدع عقلك باعتقاد ما من قِبَلِ أي عدوٍ متخفٍّ، فإنك تضعه -بمعرفتك أو دونها- داخل عقلك على هيئة مرض. من خلال نظريّتي هذه أو حقيقتي إن صح التعبير، فإنني أتواصل مع عدوّك، وأُعيدك إلى صحتك وسعادتك. جزءٌ مما أفعله يكون ذهنيًا، أما الجزء الآخر فيكون بالكلام لأُصحح الانطباع الخاطئ، وأُثبت الحقيقة، فالحقيقة هي العلاج».
في فترة أواخر القرن التاسع عشر، مُزجت أساليب العلاج الميتافيزيقية لكويمبي مع «العلوم الذهنية» التي قدّمها وزير سويدنبرج (الكنيسة الجديدة) وارن فيلت إيفانز. وقد أُشير في بعض الأحيان إلى استشهاد ماري بيكر إيدي مؤسسة العلم المسيحي بكويمبي على أنه ملهم لها في اللاهوت. كانت إيدي إحدى مرضى كويمبي واشتركت معه في وجهة نظره بأن المرض متأصل في أسباب ذهنيّة. فبسبب عقيدتها، يختلف العلم المسيحي عن تعاليم كويمبي.
حثّ العديد من المفكرين الروحيين والفلاسفة في أواخر القرن التاسع عشر على الفكر الجديد، إذ نشأ من خلال مجموعة متنوعة من الطوائف والكنائس الدينية، خاصة كنيسة الوحدة، كنيسة العلم الإلهي (أُسستا في 1888 و1889 على التوالي)، وتلاها علم الأديان (الذي تأسس في عام 1927). كان العديد من أساتذتها وطلابها الأوائل من النساء، إذ كانت الكاتبة الأمريكية إيما كورتيس هوبكينز من أبرز مؤسسي الحركة المعروفة باسم «معلّمة المعلمين»، جنبًا إلى جنب مع الكاتبة ميرتل فيلمور، ومؤسسة كنيسة العلم الإلهي ماليندا إليوت كارمر، ونونا إل. برووكس؛ وقادت نساءٌ العديد من كنائسها ومراكزها المجتمعيّة منذ الثمانينيات حتى يومنا هذا.

### الازدهار
يُعتبر الفكر الجديد إلى حد كبير حركة للكلمة المطبوعة.
تطرّقت سلسلة مقالات نُشرت في الفترة بين 1886 و1892 التي حملت عنوان «قِواك وكيفية استخدامها» للكاتب برنتيس مولفورد بشكل محوري لتطوير الفكر الجديد بما في ذلك قانون الجذب الفكري.
في عام 1906، كتب ويليام ووكر أتكينسون ((1862-1932 ونشرَ كتابه «تأرجح الفكر» أو «قانون الجذب الفكري في عالم الفكر». كان أتكينسون محررًا لمجلة الفكر الجديد ومؤلفًا لأكثر من مئة كتاب تطرق فيها إلى مجموعة متنوّعة من المواضيع كالأديان، والروحانية، والتنجيم. نشرت في السنة التالية المحررة في مجلة «ذا ناوتيلوس» إليزابيث تاون كتاب بروس ماكليلاند بعنوان «الازدهار من خلال قوة الفكر»، الذي لُخّص فيه «قانون الجذب الفكري» بصفته مبدأ فكريًّا جديدًا، قائلة: «أنت ما تفكر به، لا ما تعتقد أنك هو».
استُخدمت هذه المجلات لتصل لأكبر عدد من الجمهور آنذاك، كما هو الحال مع المجلات في وقتنا هذا. على سبيل المثال كانت لمجلة ناوتيلوس 45,000 مشتركًا، وكان مجموع ما توزّعه يصل حتى 150,000. كانت مجلة كنيسة الوحدة؛ ويي ويسدوم، أطول مجلات الأطفال عمرًا في الولايات المتحدة إذ صدرت في الفترة بين 1893 حتى 1991. تضم مجلات الفكر الجديد كلًا من «ديلي وورد» وهي رسالة مُلهمة يوميّة نشرتها مجلة الوحدة ومجلة علم الأديان، ومجلة «ساينس أوف مايند» التي نشرتها مراكز الحياة الروحانية.

### التجمعات الرئيسية
شارك المتحدّثون بالفكر الجديد القادمين من أماكن بعيدة في مؤتمر التحالف الدولي للفكر الجديد الدولي لعام 1915، وقد عُقِدَ بالتزامن مع معرض بِنما-معرض المحيط الهادئ الدولي؛ وهو معرض عالمي أقيم في سان فرانسيسكو. أبدى مُنظموا هذا المعرض إعجابهم الشديد بالمؤتمر، لدرجة أنهم أعلنوا عن يوم خاص في المعرض حمل اسم «يوم الفكر الجديد»، وقُدِّمت ميدالية تذكارية من البرونز لهذه المناسبة إلى مندوبي المؤتمر، بقيادة آنا ريكس ميليتز. وبحلول عام 1916، شمل التحالف الدولي للفكر الجديد العديد من المجموعات الصغيرة من جميع أنحاء العالم، وذلك باعتماد العقيدة المعروفة باسم «إعلان المبادئ»، يُعقد التحالف مع تعليمٍ مركزيّ واحد: بأنه يمكن للناس الحصول على الحرية والسلطة والصحة، ولازدهار وكل ما هو خير، وتكوين أجسادهم إضافة إلى ظروف حياتهم من خلال الاستخدام البنّاء لعقولهم. نُقّحَ الإعلان في عام 1957، بعد أن أُزيلت منه جميع الإشارات إلى المسيحية، ووضع بيان جديد يستند إلى مبدأ أنه «لا يمكن فصل وحدانيّة الله والإنسان».

## المعتقدات
المبادئ الرئيسية للفكر الجديد:
- الذكاء غير المحدود، أو الله واسع القدرة وواسع الوجود.
- الروح هي الواقع المُطلق.
- الذات البشرية الحقيقية مقدسة.
- التناغم الفكريّ مع الإله هو قوّة إيجابية.
- جميع الأمراض متأصلة في العقل/أو عقليّة المنشأ.
- التفكير السليم له تأثير في الشفاء.

### تطوّر الفكر
كما يعتقد أتباع الفكر الجديد عمومًا، أنه مع اكتساب البشرية فهمًا أكبر للعالم من حولها، سيتطوّر معها ليتمكّن من استيعاب كل المعارف الجديدة. وقد وصف كلٌ من ألان أندرسون، وديب وايتهاوس «الفكر الجديد» بأنه «عملية» يكون فيها كل فرد وحتّى حركة الفكر الجديد نفسها «جديدون في كل لحظة». وادّعى توماس ماكفاول وجود «وحي مستمر» مع رؤى جديدة يتلقّاها الأفراد باستمرار على مرّ الزمن. كما تحدّثت جين هيوستن عن «الإنسان الممكن»، أو ما يمكننا أن نصبح عليه.